# Vidrà
Vidrà és un municipi de la comarca d'Osona i està situat al centre de la regió de l'Alt Ter. Pertany administrivament a la província de Girona. Fins al 1989 aquest municipi pertanyia a la comarca del Ripollès. També forma part de la comarca natural del Bisaura.

## Història
La vall de Vidrà és esmentada el 960, quan Emma, abadessa de Sant Joan, féu consagrar la seva església, dedicada a sant Hilari.

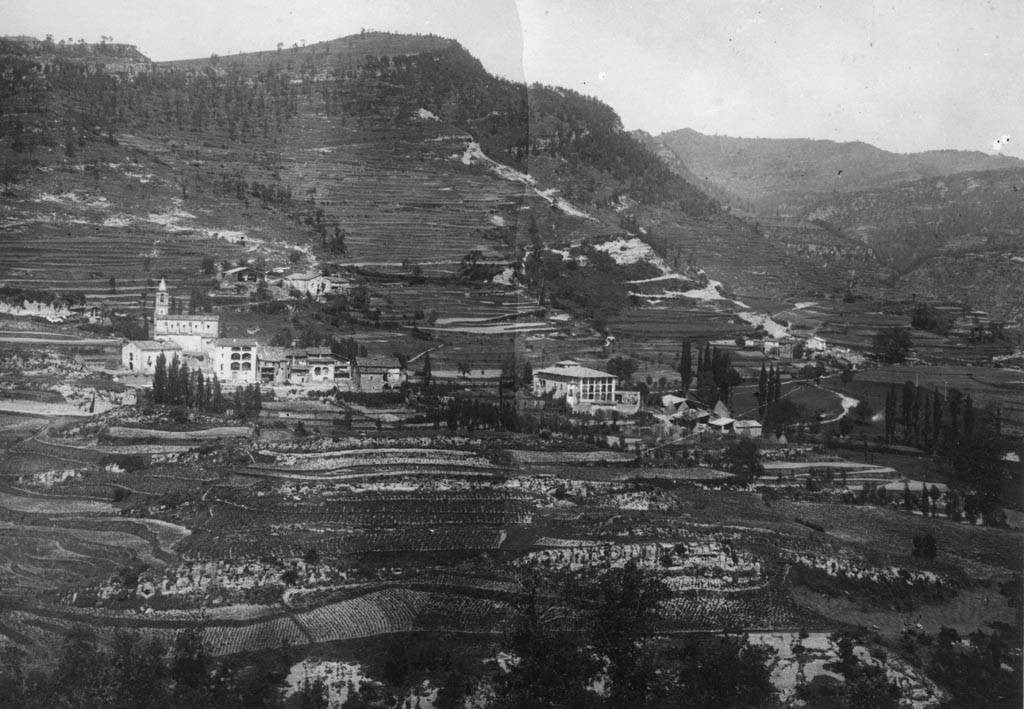
Vista general de Vidrà (imatge d'entre 1910 i 1936)

 El terme es repartia en les viles o grans propietats rurals de Vidrà, la Salgueda, Palou, Cabagès, Covilplana, Ciuret, Covildases, Bosquerons i la casa d'Arig amb les Planes, que han donat lloc a grans masies o a les parròquies sufragànies de Santa Margarida de Cabagés, Sant Bartomeu de Covildases o Santa Llúcia de Ciuret. Fora d'aquest conjunt de viles rurals, que formaven la parròquia estricta de Vidrà (llevat la Salgueda, de Sant Pere de Torelló), s'integren a l'actual terme municipal les antigues parròquies de Sant Pere de Milany i de Sant Antoni de Collfred.
Els senyors del castell de Milany tenien la jurisdicció civil i criminal sobre tot el terme de Vidrà, llevat del sector SE, que depenia de Curull, però, com que el monestir de Sant Joan de les Abadesses tenia la possessió de la parròquia i de molts drets i emoluments sobre els masos, era en realitat un domini compartit. Els consells generals de prohoms del terme tenien lloc al pla de l'Espinalt, equidistant de Vallfogona i de Vidrà. Al segle xviii el terme jurisdiccional de Milany es dividí en la baronia i terme de Vallfogona i en la jurisdicció de Vidrà, organitzades en dues batllies.

## Població
Les primeres dades de població (vidranesos) són del segle xii, moment en què la població tenia un creixement favorable que es prolongà fins al segle xiv, quan es crearen les noves parròquies de Cabagès i de Covildases i arribà a tenir uns 70 masos. Aleshores s'inicià una davallada que féu baixar la població a 15 famílies a la fi del segle xv. A partir de mitjan segle xvi hi hagué un canvi de signe en sentit ascendent: 19 famílies el 1553, 14 cases a la població i 34 masies el 1686, 63 famílies i 386 persones el 1786 i 119 famílies i 740 persones el 1837 (aquests censos són parroquials, i exclouen els sectors de Milany i de Collfred, alhora que inclouen el petit sector de la Salgueda i l'Espaulella, que forma una vall a la serra de Curull. El terme sofrí, però, el despoblament típic dels municipis de muntanya, recollit en el primer cens modern de població; el 1892 hi havia 582 h. Tot i el revifament de les primeres dècades del segle xx (533 h el 1920), la guerra civil de 1936-39 i els anys posteriors potenciaren el despoblament. El 1950 la població era tot just la meitat de la censada un segle abans. El 1975 la població baixà per sota els 200 h i d'ençà d'aquest moment la davallada fou lenta però constant: 197 h el 1981, 171 h el 1991 i 163 h el 2001. L'any 2012 hi havia 163 h.
| 1497 f | 1515 f | 1553 f | 1717 | 1787 | 1857 | 1877 | 1887 | 1900 | 1910 |
| ------ | ------ | ------ | ---- | ---- | ---- | ---- | ---- | ---- | ---- |
| 14     | 12     | 19     | 133  | 550  | 783  | 503  | 487  | 482  | 480  |

| 1920 | 1930 | 1940 | 1950 | 1960 | 1970 | 1981 | 1990 | 1992 | 1994 |
| ---- | ---- | ---- | ---- | ---- | ---- | ---- | ---- | ---- | ---- |
| 533  | 444  | 374  | 382  | 310  | 229  | 195  | 175  | 172  | 172  |

| 1996 | 1998 | 2000 | 2002 | 2004 | 2006 | 2008 | 2010 | 2012 | 2014 |
| ---- | ---- | ---- | ---- | ---- | ---- | ---- | ---- | ---- | ---- |
| 172  | 163  | 158  | 163  | 162  | 168  | 178  | 168  | 163  | 169  |

| 2016 | 2018 | 2020 | 2022 | 2024 | 2026 | 2028 | 2030 | 2032 | 2034 |
| ---- | ---- | ---- | ---- | ---- | ---- | ---- | ---- | ---- | ---- |
| 176  | 173  | 177  | 181  | 169  | -    | -    | -    | -    | -    |

## Geografia
- Llista de topònims de Vidrà (Orografia: muntanyes, serres, collades, indrets..; hidrografia: rius, fonts...; edificis: cases, masies, esglésies, etc).

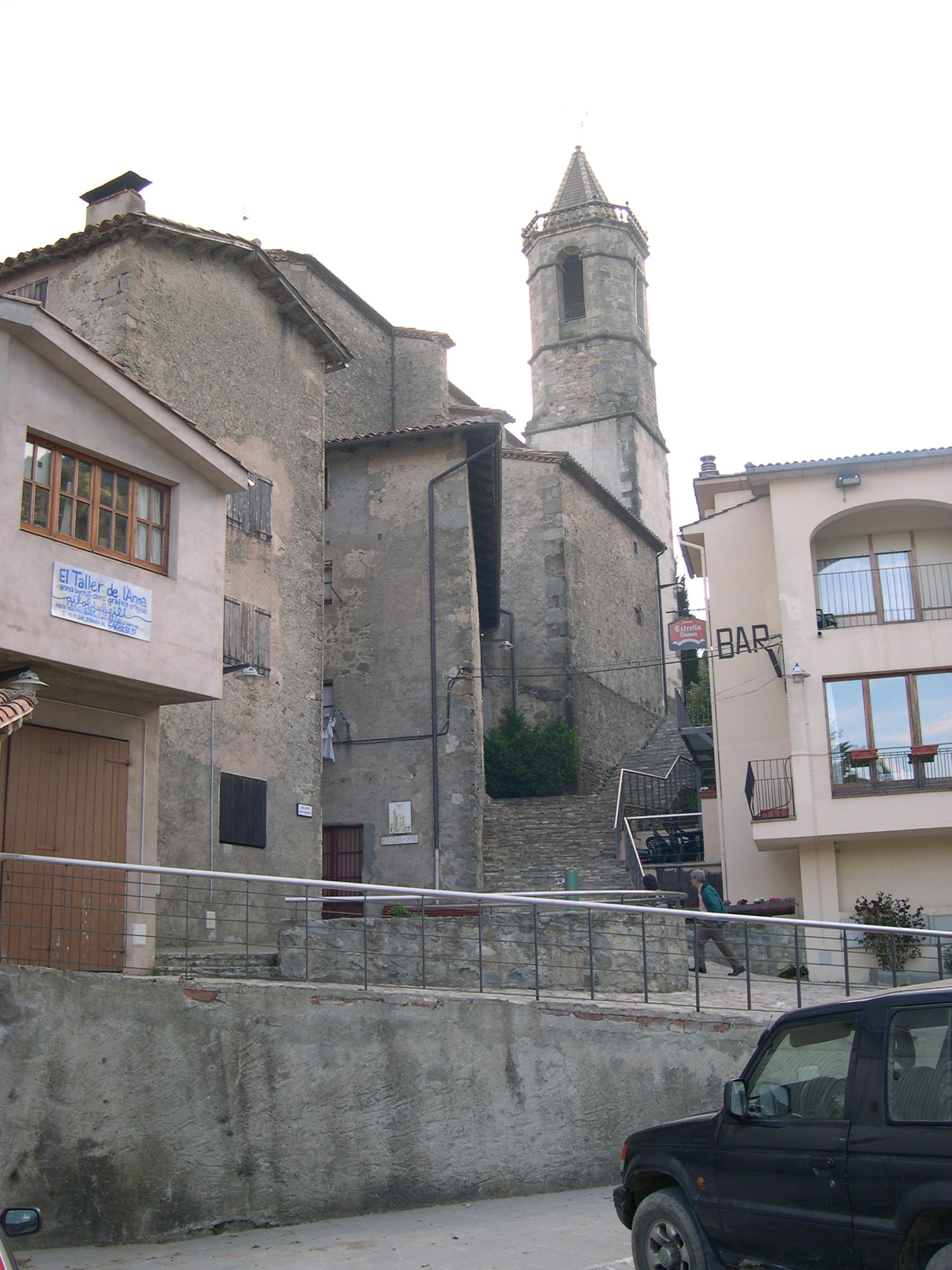
Església de Sant Hilari de Vidrà.

El poble de Vidrà, és situat al sector SW del terme, als peus del Puig Castellar. Està format per un grup de cases repartides en un parell de carrerons i una placeta, en l'antiga sagrera o terreny que gaudia d'immunitat eclesiàstica de l'església parroquial de Sant Hilari. Aquesta sagrera era murada, amb portes per a l'accés, al principi del segle XIV, però les cases es renovaren als segles XVII i xviii.
L'església de Sant Hilari, a la part alta, fou renovada entorn del 1780, segons plans fets anteriorment pels germans Josep i Jacint Moretó. Procedent d'aquesta església es conserva al Museu Episcopal de Vic un frontal romànic centrat per la Mare de Déu sedent amb Jesús a la falda que és envoltada de dos àngels i que, a cada costat, té dos compartiments sobreposats amb un grup de dos apòstols cadascun, llevat de l'esquerre superior, que representa Sant Hilari celebrant missa, ajudat per un diaca. De l'antic edifici romànic resta només el mur de migdia, que es deixà per aprofitar-lo en la nova construcció de caràcter neoclassicista.

## Economia
Tot i que la major part de la població treballa en la indústria i els serveis, el sector primari manté una població ocupada molt per sobre de la mitjana catalana. Gran part de les terres són ocupades per les pastures permanents i la superfície forestal. Tot i així, l'agricultura encara és una activitat present al municipi, i són els conreus farratgers els més importants. La ramaderia es dedica principalment a la cria de bestiar porcí i boví.
L'activitat industrial que destaca al poble és la relacionada amb la fusta, representada per serradores i fusteries. Per altra banda, el gran potencial del poble recau en la bellesa del lloc, que ha fet que s'hi hagi construït un bon nombre de cases residencials i que el terme esdevingui centre d'excursions i acampades, sobretot els mesos d'estiu. La presència de diferents menes d'allotjaments al municipi ha afavorit l'expansió del turisme en aquesta zona.

## Altres indrets del terme

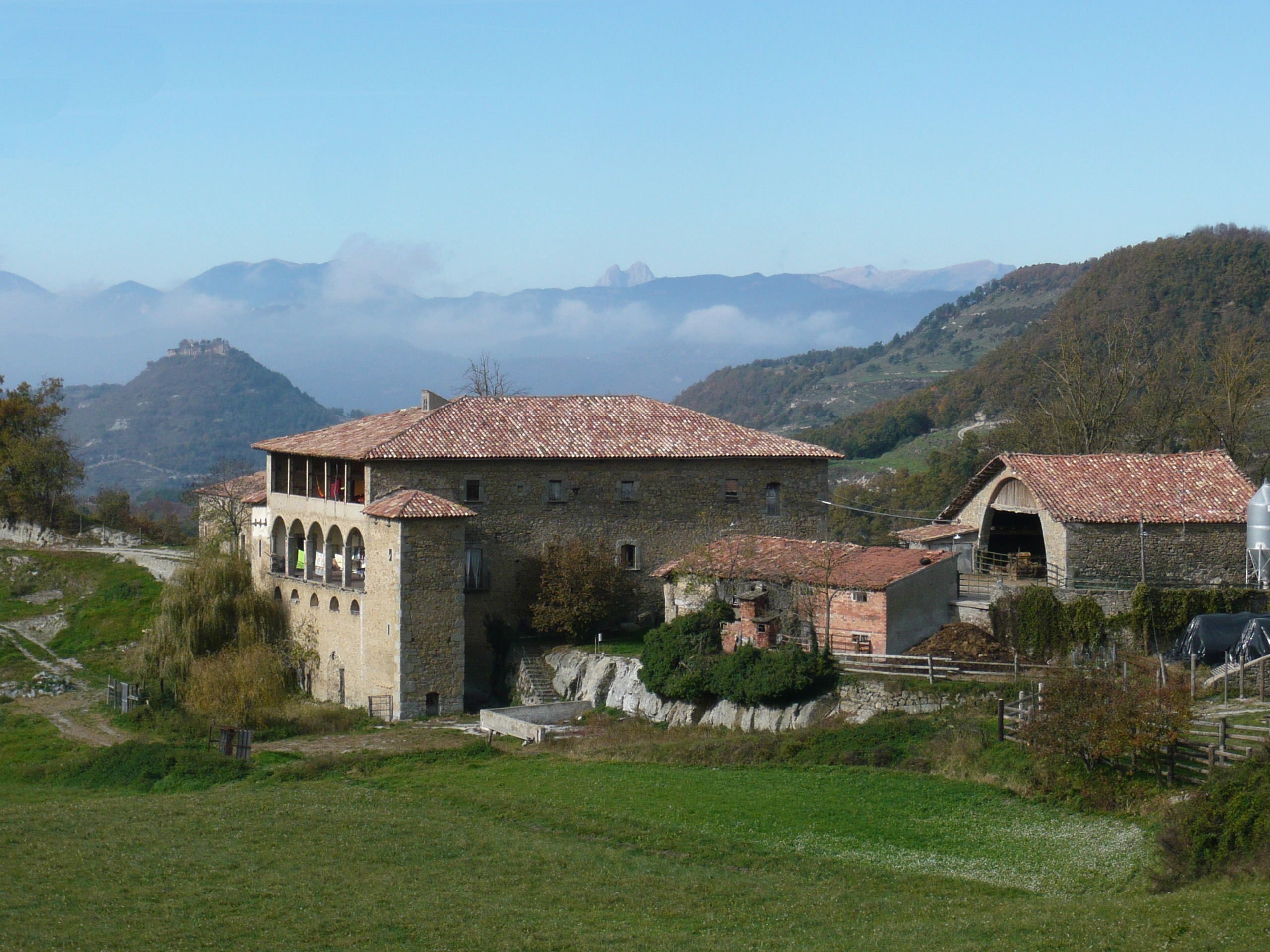
La masia Coll de Vidrà.

El nucli de la Creu de l'Arç (29 h el 2005) és un nucli de cases situat mig quilòmetre al NE del poble de Vidrà, seguint la mateixa carretera.
El llogaret de Ciuret (o Siuret) es troba al sector de llevant del terme, al peu del coll de Ciuret i és format per les masies del Moreu, la Casa de Baix o la Quintana, el Pubill i Can Font. Tenia 7 h el 2005.
La major part de les masies vidraneses tenen al costat grans cabanes per a emmagatzemar-hi l'herba dels prats i acollir els ramats, i és característic un gran arc de pedra a la façana. A llevant del poble de Vidrà hi ha la notable masia del Cavaller de Vidrà, casa pairal dels Vila d'Abadal, documentada ja al segle xiii. L'edifici és barroc, de la fi del segle xviii, amb una galeria i afegits posteriors i una capelleta dedicada a la Mare de Déu de la Mercè. Prop de la masia del Cavaller, davant el petit barri de la Creu de l'Arç, hi ha la petita capella de Santa Bàrbara, feta al segle xviii per la família del Cavaller.
Una altra masia important és la del Coll de Vidrà, a ponent del terme, prop de la carretera que va a Sant Quirze de Besora, gran casal quadrat amb una galeria de dues plantes a la banda de migdia. Al sector NW del terme, als vessants meridionals de la serra de Milany, que arriba a frec de les ruïnes del castell de Milany, resta només la masia de Milany, adscrita religiosament a la parròquia de Llaés. L'antiga parròquia de Sant Pere de Milany desaparegué després d'ensorrar-se en els terratrèmols del segle xv.
El sector NE del municipi abocat ja vers la Garrotxa, estigué centrat per l'antiga parròquia de Sant Antoní de Collfred, que esdevingué sufragània de la de Riudaura, parròquia a la qual pertanyen encara els masos de Collfred, Casanova, els Plans i el Reig. Hi resten ruïnes de l'església de Sant Antoni.
L'antiga parròquia de Santa Margarida de Cabagés és enlairada a prop del mas el Pujol, al sector N del terme, prop del naixement del Ges. Edificada a mitjans del segle xii dins la demarcació parroquial de Vidrà, actuà com a parròquia fins a mitjans del segle xiv i com a sufragània de Vidrà des d'aquesta data. Des de mitjans del segle xviii fou reemplaçada a la pràctica per l'església de Santa Llúcia de Ciuret, al sector central del terme, que fou erigida en parròquia independent el 1860. La capella de Santa Margarida és un notable edifici romànic, d'una nau, amb absis i contraforts al mur de tramuntana.
L'antiga parròquia de Sant Bartomeu de Covildases, a l'extrem SE del terme, és un notable edifici romànic, de línies i proporcions molt esveltes amb l'absis decorat amb arcuacions llombardes i un curiós campanar d'espadanya de dues finestres fet a la prolongació del mur de ponent. La porta és a migdia, i hom afegí en aquest costat la sagristia el 1782. També va perdre la parroquialitat al segle xiv, i ha restat com a sufragània de Vidrà (sense culte), a causa del despoblament.

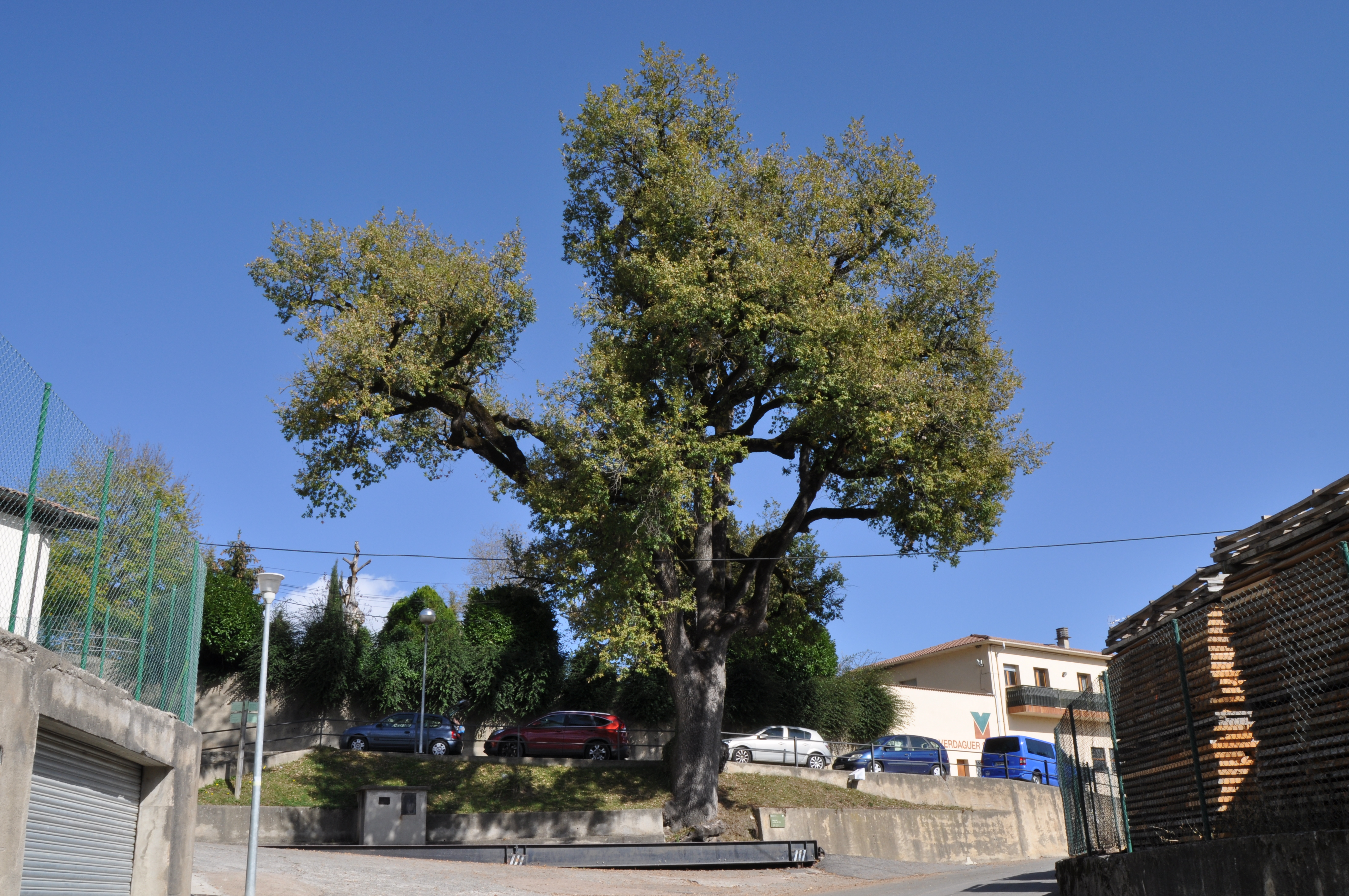
Roure de la Creu de l'Arç.